# Saison 2006 de l'ATP
Cet article traite de la saison 2006 masculine. Pour la saison 2006 féminine, voir Saison 2006 de la WTA.
Pour un article plus général, voir 2006 en tennis.
Pour un article plus général, voir ATP World Tour.
Vainqueurs des tournois majeurs

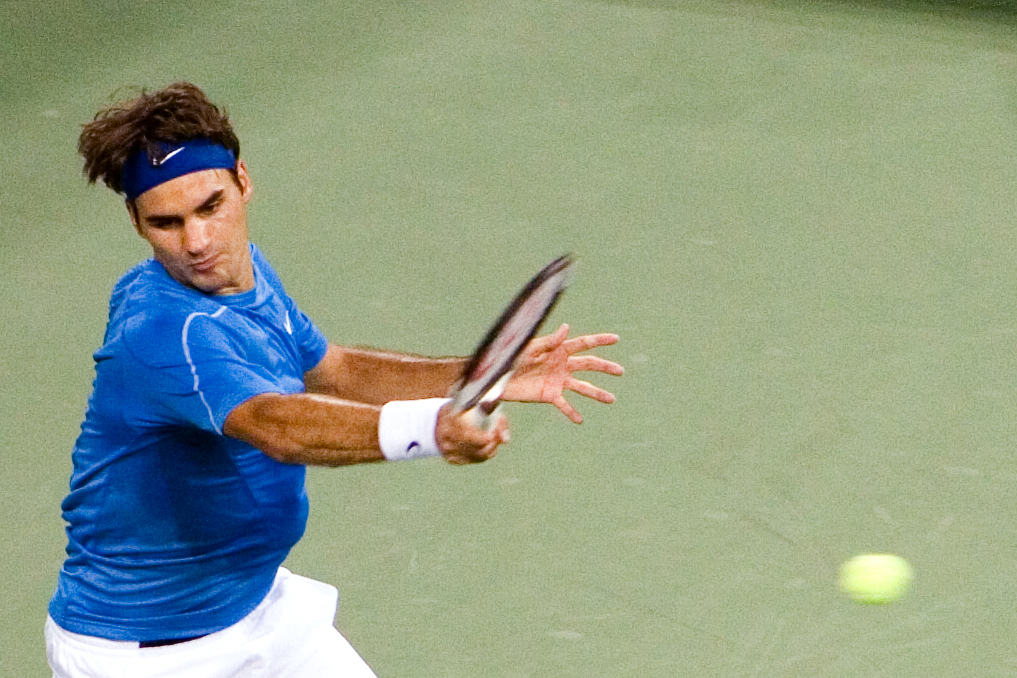
Saison 2006 de l'ATP

Cet article rassemble les résultats des tournois de tennis masculin de la saison 2006. Celle-ci est constituée de 69 tournois répartis en plusieurs catégories :
- 64 organisés par l'ATP :
  - les Masters Series, au nombre de 9 ;
  - les International Series Gold, au nombre de 9 :
  - les International Series, au nombre de 44 ;
  - la Tennis Masters Cup qui réunit les huit meilleurs joueurs et paires au classement ATP Race en fin de saison ;
  - la World Team Cup (compétition par équipes).
- 5 organisés par l'ITF :
  - les 4 tournois du Grand Chelem ;
  - la Coupe Davis (compétition par équipes).

La Hopman Cup est une compétition mixte (par équipes), elle est organisée par l'ITF.

Gustavo Kuerten, Juan Carlos Ferrero, Andre Agassi, Thomas Johansson, Albert Costa, Gastón Gaudio, Marat Safin, Lleyton Hewitt, Rafael Nadal et Roger Federer sont les joueurs en activité qui ont remporté un tournoi du Grand Chelem.

## Nouveautés de la saison
- Règlementation :
  - En double les 3e sets disparaissent (sauf en Grand Chelem), ils sont remplacés par le super tie-break. C'est un tie-break en 10 points gagnants (avec deux points d'écart) qui remplace l'éventuel 3e set. (il était déjà utilisé en mixte en Grand Chelem depuis 19??)

- Les changements de calendrier concernent uniquement la catégorie International Series :
  - Milan (moquette (int.)) disparaît pour laisser place à Zagreb (même surface).
  - Scottsdale (dur (ext.)) disparaît pour laisser place à Las Vegas (même surface).
  - Sankt Pölten (terre (ext.)) disparaît pour laisser place à Pörtschach (même surface).
  - Hô-Chi-Minh-Ville (moquette (int.)) disparaît pour laisser place à Bombay (dur (ext.)).
  - Le Masters se déroule toujours à Shanghai mais change de surface, passant de (moquette (int.)) à (dur (int.)).
  - Casablanca et Houston échangent de place dans le calendrier : Houston se déroule cette saison la 1re semaine d'avril au lieu de la 3e.

## Classements

### Évolution du top 10
| Rang | Nom               | Points |
| ---- | ----------------- | ------ |
| 1    | Roger Federer     | 6725   |
| 2    | Rafael Nadal      | 4765   |
| 3    | Andy Roddick      | 3085   |
| 4    | Lleyton Hewitt    | 2490   |
| 5    | Nikolay Davydenko | 2390   |
| 6    | David Nalbandian  | 2370   |
| 7    | Andre Agassi      | 2275   |
| 8    | Guillermo Coria   | 2190   |
| 9    | Ivan Ljubičić     | 2180   |
| 10   | Gastón Gaudio     | 2050   |

| Rang | Nom             | Points |
| ---- | --------------- | ------ |
| 1    | Bob Bryan       | 5650   |
| 1    | Mike Bryan      | 5650   |
| 3    | Jonas Björkman  | 5490   |
| 4    | Max Mirnyi      | 5465   |
| 5    | Wayne Black     | 4130   |
| 6    | Kevin Ullyett   | 3975   |
| 7    | Mark Knowles    | 3565   |
| 8    | Daniel Nestor   | 3425   |
| 9    | Michaël Llodra  | 2875   |
| 10   | Fabrice Santoro | 2775   |

| Rang | Nom             | Points            |      |
| ---- | --------------- | ----------------- | ---- |
| 1    | en stagnation   | Roger Federer     | 8370 |
| 2    | en stagnation   | Rafael Nadal      | 4470 |
| 3    | en augmentation | Nikolay Davydenko | 2825 |
| 4    | en augmentation | James Blake       | 2530 |
| 5    | en augmentation | Ivan Ljubičić     | 2495 |
| 6    | en diminution   | Andy Roddick      | 2415 |
| 7    | en augmentation | Tommy Robredo     | 2375 |
| 8    | en diminution   | David Nalbandian  | 2295 |
| 9    | en augmentation | Mario Ančić       | 2060 |
| 10   | en augmentation | Fernando González | 2015 |

| Rang | Nom             | Points          |      |
| ---- | --------------- | --------------- | ---- |
| 1    | en stagnation   | Bob Bryan       | 5900 |
| 1    | en stagnation   | Mike Bryan      | 5900 |
| 3    | en augmentation | Max Mirnyi      | 5850 |
| 4    | en diminution   | Jonas Björkman  | 5775 |
| 5    | en augmentation | Daniel Nestor   | 4125 |
| 5    | en augmentation | Mark Knowles    | 4125 |
| 7    | en augmentation | Paul Hanley     | 4065 |
| 8    | en diminution   | Kevin Ullyett   | 4015 |
| 9    | en augmentation | Martin Damm     | 3620 |
| 10   | en stagnation   | Fabrice Santoro | 3360 |

### Statistiques top 20
| Place | Joueur            | Nationalité | Points | Évolution     |
| ----- | ----------------- | ----------- | ------ | ------------- |
| 1     | Roger Federer     |             | 8370   | en stagnation |
| 2     | Rafael Nadal      |             | 4470   | en stagnation |
| 3     | Nikolay Davydenko |             | 2825   | 2             |
| 4     | James Blake       |             | 2530   | 19            |
| 5     | Ivan Ljubičić     |             | 2495   | 4             |
| 6     | Andy Roddick      |             | 2415   | 3             |
| 7     | Tommy Robredo     |             | 2375   | 12            |
| 8     | David Nalbandian  |             | 2295   | 2             |
| 9     | Mario Ančić       |             | 2060   | 12            |
| 10    | Fernando González |             | 2015   | 1             |
| 11    | Tommy Haas        |             | 1890   | 34            |
| 12    | Márcos Baghdatís  |             | 1860   | 43            |
| 13    | Tomáš Berdych     |             | 1705   | 11            |
| 14    | David Ferrer      |             | 1475   | en stagnation |
| 15    | Jarkko Nieminen   |             | 1460   | 14            |
| 16    | Novak Djokovic    |             | 1380   | 62            |
| 17    | Andy Murray       |             | 1370   | 47            |
| 18    | Richard Gasquet   |             | 1365   | 2             |
| 19    | Radek Štěpánek    |             | 1340   | 1             |
| 20    | Lleyton Hewitt    |             | 1315   | 16            |

## Palmarès
| Catégorie                 |
| ------------------------- |
| Grand Chelem              |
| Tennis Masters Cup        |
| Masters Series            |
| International Series Gold |
| International Series      |

### Simple
| No | Date       | Nom et lieu du tournoi                                        | Catégorie      | Dotation    | Surface         | Vainqueur          | Finaliste           | Score                      | [ 1 ]   |
| -- | ---------- | ------------------------------------------------------------- | -------------- | ----------- | --------------- | ------------------ | ------------------- | -------------------------- | ------- |
| 1  | 02/01/2006 | Next Generation Adelaide International, Adélaïde              | Int' Series    | 394 000 $   | Dur (ext.)      | Florent Serra      | Xavier Malisse      | 6-3, 6-4                   | Tableau |
| 2  | 02/01/2006 | Chennai Open, Chennai                                         | Int' Series    | 355 000 $   | Dur (ext.)      | Ivan Ljubičić      | Carlos Moyà         | 7-66, 6-2                  | Tableau |
| 3  | 02/01/2006 | Qatar ExxonMobil Open, Doha                                   | Int' Series    | 975 000 $   | Dur (ext.)      | Roger Federer      | Gaël Monfils        | 6-3, 7-65                  | Tableau |
| 4  | 09/01/2006 | Heineken Open, Auckland                                       | Int' Series    | 405 000 $   | Dur (ext.)      | Jarkko Nieminen    | Mario Ančić         | 6-2, 6-2                   | Tableau |
| 5  | 09/01/2006 | Medibank International, Sydney                                | Int' Series    | 394 000 $   | Dur (ext.)      | James Blake        | Igor Andreev        | 6-2, 3-6, 7-63             | Tableau |
| 6  | 16/01/2006 | Australian Open, Melbourne                                    | G. Chelem      | 6 784 589 $ | Dur (ext.)      | Roger Federer      | Márcos Baghdatís    | 5-7, 7-5, 6-0, 6-2         | Tableau |
| 7  | 30/01/2006 | Delray Beach International Tennis Championships, Delray Beach | Int' Series    | 355 000 $   | Dur (ext.)      | Tommy Haas         | Xavier Malisse      | 6-3, 3-6, 7-65             | Tableau |
| 8  | 30/01/2006 | Movistar Open, Viña del Mar                                   | Int' Series    | 355 000 $   | Terre (ext.)    | José Acasuso       | Nicolás Massú       | 6-4, 6-3                   | Tableau |
| 9  | 30/01/2006 | PBZ Zagreb Indoors, Zagreb                                    | Int' Series    | 355 000 $   | Moquette (int.) | Ivan Ljubičić      | Stefan Koubek       | 6-3, 6-4                   | Tableau |
| 10 | 13/02/2006 | Copa Telmex, Buenos Aires                                     | Int' Series    | 400 000 $   | Terre (ext.)    | Carlos Moyà        | Filippo Volandri    | 7-66, 6-4                  | Tableau |
| 11 | 13/02/2006 | Open 13, Marseille                                            | Int' Series    | 575 000 $   | Dur (int.)      | Arnaud Clément     | Mario Ančić         | 6-4, 6-2                   | Tableau |
| 12 | 13/02/2006 | SAP Open, San José                                            | Int' Series    | 355 000 $   | Dur (int.)      | Andy Murray        | Lleyton Hewitt      | 2-6, 6-1, 7-63             | Tableau |
| 13 | 20/02/2006 | Regions Morgan Keegan Championships, Memphis                  | Series Gold    | 665 000 $   | Dur (int.)      | Tommy Haas         | Robin Söderling     | 6-3, 6-2                   | Tableau |
| 14 | 20/02/2006 | ABN AMRO World Tennis Tournament, Rotterdam                   | Series Gold    | 900 000 $   | Dur (int.)      | Radek Štěpánek     | Christophe Rochus   | 6-0, 6-3                   | Tableau |
| 15 | 20/02/2006 | Brasil Open, Costa do Sauípe                                  | Int' Series    | 355 000 $   | Terre (ext.)    | Nicolás Massú      | Alberto Martín      | 6-3, 6-4                   | Tableau |
| 16 | 27/02/2006 | Abierto Mexicano Telcel, Acapulco                             | Series Gold    | 665 000 $   | Terre (ext.)    | Luis Horna         | Juan Ignacio Chela  | 7-65, 6-4                  | Tableau |
| 17 | 27/02/2006 | The Dubai Tennis Championships, Dubaï                         | Series Gold    | 975 000 $   | Dur (ext.)      | Rafael Nadal       | Roger Federer       | 2-6, 6-4, 6-4              | Tableau |
| 18 | 27/02/2006 | Tennis Channel Open, Las Vegas                                | Int' Series    | 355 000 $   | Dur (ext.)      | James Blake        | Lleyton Hewitt      | 7-5, 2-6, 6-3              | Tableau |
| 19 | 06/03/2006 | Pacific Life Open, Indian Wells                               | Masters Series | 2 919 600 $ | Dur (ext.)      | Roger Federer      | James Blake         | 7-5, 6-3, 6-0              | Tableau |
| 20 | 20/03/2006 | NASDAQ-100 Open, Miami                                        | Masters Series | 3 200 000 $ | Dur (ext.)      | Roger Federer      | Ivan Ljubičić       | 7-65, 7-64, 7-66           | Tableau |
| 21 | 10/04/2006 | US Men's Clay Court Championship, Houston                     | Int' Series    | 355 000 $   | Terre (ext.)    | Mardy Fish         | Jürgen Melzer       | 3-6, 6-4, 6-3              | Tableau |
| 22 | 10/04/2006 | Open de Tenis Comunidad Valenciana, Valence                   | Int' Series    | 375 000 $   | Terre (ext.)    | Nicolás Almagro    | Gilles Simon        | 6-2, 6-3                   | Tableau |
| 23 | 17/04/2006 | Masters Series Monte-Carlo presented by Rolex, Monte-Carlo    | Masters Series | 2 200 000 $ | Terre (ext.)    | Rafael Nadal       | Roger Federer       | 6-2, 62-7, 6-3, 7-65       | Tableau |
| 24 | 24/04/2006 | Open Seat, Barcelone                                          | Series Gold    | 900 000 $   | Terre (ext.)    | Rafael Nadal       | Tommy Robredo       | 6-4, 6-4, 6-0              | Tableau |
| 25 | 24/04/2006 | Grand-Prix Hassan II, Casablanca                              | Int' Series    | 355 000 $   | Terre (ext.)    | Daniele Bracciali  | Nicolás Massú       | 6-1, 6-4                   | Tableau |
| 26 | 01/05/2006 | Estoril Open, Estoril                                         | Int' Series    | 600 000 $   | Terre (ext.)    | David Nalbandian   | Nikolay Davydenko   | 6-3, 6-4                   | Tableau |
| 27 | 01/05/2006 | BMW Open by FWU AG, Munich                                    | Int' Series    | 355 000 $   | Terre (ext.)    | Olivier Rochus     | Kristof Vliegen     | 6-4, 6-2                   | Tableau |
| 28 | 08/05/2006 | Internazionali d'Italia, Rome                                 | Masters Series | 2 200 000 $ | Terre (ext.)    | Rafael Nadal       | Roger Federer       | 60-7, 7-65, 6-4, 2-6, 7-65 | Tableau |
| 29 | 15/05/2006 | Masters Series Hamburg presented by EON Hanse, Hambourg       | Masters Series | 2 200 000 $ | Terre (ext.)    | Tommy Robredo      | Radek Štěpánek      | 6-1, 6-3, 6-3              | Tableau |
| 30 | 22/05/2006 | Hypo Group Tennis International, Pörtschach                   | Int' Series    | 355 000 $   | Terre (ext.)    | Nikolay Davydenko  | Andrei Pavel        | 6-0, 6-3                   | Tableau |
| 31 | 29/05/2006 | Roland-Garros, Paris                                          | G. Chelem      | 8 543 691 $ | Terre (ext.)    | Rafael Nadal       | Roger Federer       | 1-6, 6-1, 6-4, 7-64        | Tableau |
| 32 | 12/06/2006 | Gerry Weber Open, Halle (Westf.)                              | Int' Series    | 775 000 $   | Gazon (ext.)    | Roger Federer      | Tomáš Berdych       | 6-0, 64-7, 6-2             | Tableau |
| 33 | 12/06/2006 | The Stella Artois Championships, Londres                      | Int' Series    | 775 000 $   | Gazon (ext.)    | Lleyton Hewitt     | James Blake         | 6-4, 6-4                   | Tableau |
| 34 | 19/06/2006 | Ordina Open, Bois-le-Duc                                      | Int' Series    | 355 000 $   | Gazon (ext.)    | Mario Ančić        | Jan Hernych         | 6-0, 5-7, 7-5              | Tableau |
| 35 | 19/06/2006 | red letter DAYS Open, Nottingham                              | Int' Series    | 355 000 $   | Gazon (ext.)    | Richard Gasquet    | Jonas Björkman      | 6-4, 6-3                   | Tableau |
| 36 | 26/06/2006 | The Championships, Wimbledon                                  | G. Chelem      | 8 847 338 $ | Gazon (ext.)    | Roger Federer      | Rafael Nadal        | 6-0, 7-65, 62-7, 6-3       | Tableau |
| 37 | 10/07/2006 | Synsam Swedish Open, Båstad                                   | Int' Series    | 355 000 $   | Terre (ext.)    | Tommy Robredo      | Nikolay Davydenko   | 6-2, 6-1                   | Tableau |
| 38 | 10/07/2006 | Allianz Suisse Open, Gstaad                                   | Int' Series    | 470 000 $   | Terre (ext.)    | Richard Gasquet    | Feliciano López     | 7-64, 63-7, 6-3, 6-3       | Tableau |
| 39 | 10/07/2006 | Campbell’s Hall of Fame Tennis Championships, Newport         | Int' Series    | 355 000 $   | Gazon (ext.)    | Mark Philippoussis | Justin Gimelstob    | 6-3, 7-5                   | Tableau |
| 40 | 17/07/2006 | Dutch Open Tennis, Amersfoort                                 | Int' Series    | 355 000 $   | Terre (ext.)    | Novak Djokovic     | Nicolás Massú       | 7-65, 6-4                  | Tableau |
| 41 | 17/07/2006 | RCA Championships, Indianapolis                               | Int' Series    | 575 000 $   | Dur (ext.)      | James Blake        | Andy Roddick        | 4-6, 6-4, 7-65             | Tableau |
| 42 | 17/07/2006 | Mercedes Cup, Stuttgart                                       | Series Gold    | 665 000 $   | Terre (ext.)    | David Ferrer       | José Acasuso        | 6-4, 3-6, 63-7, 7-5, 6-4   | Tableau |
| 43 | 24/07/2006 | Generali Open, Kitzbühel                                      | Series Gold    | 735 000 $   | Terre (ext.)    | Agustín Calleri    | Juan Ignacio Chela  | 7-69, 6-2, 6-3             | Tableau |
| 44 | 24/07/2006 | Countrywide Classic, Los Angeles                              | Int' Series    | 475 000 $   | Dur (ext.)      | Tommy Haas         | Dmitri Toursounov   | 4-6, 7-5, 6-3              | Tableau |
| 45 | 24/07/2006 | Studena Croatia Open, Umag                                    | Int' Series    | 375 000 $   | Terre (ext.)    | Stanislas Wawrinka | Novak Djokovic      | 6-6, ab.abandon            | Tableau |
| 46 | 31/07/2006 | Orange Prokom Open, Sopot                                     | Int' Series    | 475 000 $   | Terre (ext.)    | Nikolay Davydenko  | Florian Mayer       | 7-66, 5-7, 6-4             | Tableau |
| 47 | 31/07/2006 | Legg Mason Tennis Classic, Washington                         | Int' Series    | 575 000 $   | Dur (ext.)      | Arnaud Clément     | Andy Murray         | 7-63, 6-2                  | Tableau |
| 48 | 07/08/2006 | Rogers Cup, Toronto                                           | Masters Series | 2 200 000 $ | Dur (ext.)      | Roger Federer      | Richard Gasquet     | 2-6, 6-3, 6-2              | Tableau |
| 49 | 14/08/2006 | Western & Southern Financial Group Masters, Cincinnati        | Masters Series | 2 200 000 $ | Dur (ext.)      | Andy Roddick       | Juan Carlos Ferrero | 6-3, 6-4                   | Tableau |
| 50 | 21/08/2006 | Pilot Pen Tennis by Michelob Ultra, New Haven                 | Int' Series    | 650 000 $   | Dur (ext.)      | Nikolay Davydenko  | Agustín Calleri     | 6-4, 6-3                   | Tableau |
| 51 | 28/08/2006 | US Open, Flushing Meadows                                     | G. Chelem      | 8 332 000 $ | Dur (ext.)      | Roger Federer      | Andy Roddick        | 6-2, 4-6, 7-5, 6-1         | Tableau |
| 52 | 11/09/2006 | China Open, Pékin                                             | Int' Series    | 475 000 $   | Dur (ext.)      | Márcos Baghdatís   | Mario Ančić         | 6-4, 6-0                   | Tableau |
| 53 | 11/09/2006 | BCR Open Romania, Bucarest                                    | Int' Series    | 355 000 $   | Terre (ext.)    | Jürgen Melzer      | Filippo Volandri    | 6-4, 7-5                   | Tableau |
| 54 | 25/09/2006 | Thailand Open, Bangkok                                        | Int' Series    | 525 000 $   | Dur (int.)      | James Blake        | Ivan Ljubičić       | 6-3, 6-1                   | Tableau |
| 55 | 25/09/2006 | Kingfisher Airlines Tennis Open, Bombay                       | Int' Series    | 355 000 $   | Dur (ext.)      | Dmitry Tursunov    | Tomáš Berdych       | 6-3, 4-6, 7-65             | Tableau |
| 56 | 25/09/2006 | Campionati Internazionali di Sicilia, Palerme                 | Int' Series    | 355 000 $   | Terre (ext.)    | Filippo Volandri   | Nicolás Lapentti    | 5-7, 6-1, 6-3              | Tableau |
| 57 | 02/10/2006 | Open de Moselle, Metz                                         | Int' Series    | 355 000 $   | Dur (int.)      | Novak Djokovic     | Jürgen Melzer       | 4-6, 6-3, 6-2              | Tableau |
| 58 | 02/10/2006 | AIG Japan Open Tennis Championships, Tokyo                    | Series Gold    | 665 000 $   | Dur (ext.)      | Roger Federer      | Tim Henman          | 6-3, 6-3                   | Tableau |
| 59 | 09/10/2006 | If Stockholm Open, Stockholm                                  | Int' Series    | 775 000 $   | Dur (int.)      | James Blake        | Jarkko Nieminen     | 6-4, 6-2                   | Tableau |
| 60 | 09/10/2006 | BA-CA Tennis Trophy, Vienne                                   | Series Gold    | 665 000 $   | Dur (int.)      | Ivan Ljubičić      | Fernando González   | 6-3, 6-4, 7-5              | Tableau |
| 61 | 09/10/2006 | Kremlin Cup, Moscou                                           | Int' Series    | 975 000 $   | Moquette (int.) | Nikolay Davydenko  | Marat Safin         | 6-4, 5-7, 6-4              | Tableau |
| 62 | 16/10/2006 | Mutua Madrileña Masters Madrid, Madrid                        | Masters Series | 2 200 000 $ | Dur (int.)      | Roger Federer      | Fernando González   | 7-5, 6-1, 6-0              | Tableau |
| 63 | 23/10/2006 | Davidoff Swiss Indoors Basel, Bâle                            | Int' Series    | 975 000 $   | Moquette (int.) | Roger Federer      | Fernando González   | 6-3, 6-2, 7-63             | Tableau |
| 64 | 23/10/2006 | Grand Prix de tennis de Lyon, Lyon                            | Int' Series    | 775 000 $   | Moquette (int.) | Richard Gasquet    | Marc Gicquel        | 6-3, 6-1                   | Tableau |
| 65 | 23/10/2006 | St. Petersburg Open, Saint-Pétersbourg                        | Int' Series    | 975 000 $   | Moquette (int.) | Mario Ančić        | Thomas Johansson    | 7-5, 7-62                  | Tableau |
| 66 | 30/10/2006 | BNP Paribas Masters, Paris                                    | Masters Series | 2 200 000 $ | Moquette (int.) | Nikolay Davydenko  | Dominik Hrbatý      | 6-1, 6-2, 6-2              | Tableau |
| 67 | 13/11/2006 | Tennis Masters Cup, Shanghai                                  | Masters        | 3 700 000 $ | Dur (int.)      | Roger Federer      | James Blake         | 6-0, 6-3, 6-4              | Tableau |

### Double
| No | Date       | Nom et lieu du tournoi                                       | Catégorie      | Dotation    | Surface         | Vainqueurs                           | Finalistes                             | Score              | [ 1 ]   |
| -- | ---------- | ------------------------------------------------------------ | -------------- | ----------- | --------------- | ------------------------------------ | -------------------------------------- | ------------------ | ------- |
| 1  | 02/01/2006 | Next Generation Adelaide International Adélaïde              | Int' Series    | 394 000 $   | Dur (ext.)      | Jonathan Erlich Andy Ram             | Paul Hanley Kevin Ullyett              | 7-64, 7-610        | Tableau |
| 2  | 02/01/2006 | Chennai Open Chennai                                         | Int' Series    | 355 000 $   | Dur (ext.)      | Michal Mertiňák Petr Pála            | Prakash Amritraj Rohan Bopanna         | 6-2, 7-5           | Tableau |
| 3  | 03/01/2006 | Qatar ExxonMobil Open Doha                                   | Int' Series    | 975 000 $   | Dur (ext.)      | Jonas Björkman Max Mirnyi            | Christophe Rochus Olivier Rochus       | 2-6, 6-3, [10-8]   | Tableau |
| 4  | 09/01/2006 | Heineken Open Auckland                                       | Int' Series    | 405 000 $   | Dur (ext.)      | Andrei Pavel Rogier Wassen           | Simon Aspelin Todd Perry               | 6-3, 5-7, [10-4]   | Tableau |
| 5  | 09/01/2006 | Medibank International Sydney                                | Int' Series    | 394 000 $   | Dur (ext.)      | Fabrice Santoro Nenad Zimonjić       | František Čermák Leoš Friedl           | 6-1, 6-4           | Tableau |
| 6  | 16/01/2006 | Australian Open Melbourne                                    | G. Chelem      | 6 784 589 $ | Dur (ext.)      | Bob Bryan Mike Bryan                 | Martin Damm Leander Paes               | 4-6, 6-3, 6-4      | Tableau |
| 7  | 30/01/2006 | Delray Beach International Tennis Championships Delray Beach | Int' Series    | 355 000 $   | Dur (ext.)      | Mark Knowles Daniel Nestor           | Chris Haggard Wesley Moodie            | 6-2, 6-3           | Tableau |
| 8  | 30/01/2006 | Movistar Open Viña del Mar                                   | Int' Series    | 355 000 $   | Terre (ext.)    | José Acasuso Sebastián Prieto        | František Čermák Leoš Friedl           | 7-62, 6-4          | Tableau |
| 9  | 30/01/2006 | PBZ Zagreb Indoors Zagreb                                    | Int' Series    | 355 000 $   | Moquette (int.) | Jaroslav Levinský Michal Mertiňák    | Davide Sanguinetti Andreas Seppi       | 7-67, 6-1          | Tableau |
| 10 | 13/02/2006 | Copa Telmex Buenos Aires                                     | Int' Series    | 400 000 $   | Terre (ext.)    | František Čermák Leoš Friedl         | Vasilis Mazarakis Boris Pašanski       | 6-1, 6-2           | Tableau |
| 11 | 13/02/2006 | Open 13 Marseille                                            | Int' Series    | 575 000 $   | Dur (int.)      | Martin Damm Radek Štěpánek           | Mark Knowles Daniel Nestor             | 6-2, 64-7, [10-3]  | Tableau |
| 12 | 13/02/2006 | SAP Open San José                                            | Int' Series    | 355 000 $   | Dur (int.)      | John McEnroe Jonas Björkman          | Paul Goldstein Jim Thomas              | 7-62, 4-6, [10-7]  | Tableau |
| 13 | 20/02/2006 | Regions Morgan Keegan Championships Memphis                  | Series Gold    | 665 000 $   | Dur (int.)      | Chris Haggard Ivo Karlović           | James Blake Mardy Fish                 | 0-6, 7-5, [10-5]   | Tableau |
| 14 | 20/02/2006 | ABN AMRO World Tennis Tournament Rotterdam                   | Series Gold    | 900 000 $   | Dur (int.)      | Paul Hanley Kevin Ullyett            | Jonathan Erlich Andy Ram               | 7-64, 7-62         | Tableau |
| 15 | 20/02/2006 | Brasil Open Costa do Sauípe                                  | Int' Series    | 355 000 $   | Terre (ext.)    | Lukáš Dlouhý Pavel Vízner            | Mariusz Fyrstenberg Marcin Matkowski   | 6-1, 4-6, [10-3]   | Tableau |
| 16 | 27/02/2006 | Abierto Mexicano Telcel Acapulco                             | Series Gold    | 665 000 $   | Terre (ext.)    | František Čermák Leoš Friedl         | Potito Starace Filippo Volandri        | 7-5, 6-2           | Tableau |
| 17 | 27/02/2006 | The Dubai Tennis Championships Dubaï                         | Series Gold    | 975 000 $   | Dur (ext.)      | Paul Hanley Kevin Ullyett            | Mark Knowles Daniel Nestor             | 1-6, 6-2, [10-1]   | Tableau |
| 18 | 27/02/2006 | Tennis Channel Open Las Vegas                                | Int' Series    | 355 000 $   | Dur (ext.)      | Bob Bryan Mike Bryan                 | Robert Lindstedt Jaroslav Levinský     | 6-3, 6-2           | Tableau |
| 19 | 06/03/2006 | Pacific Life Open Indian Wells                               | Masters Series | 2 919 600 $ | Dur (ext.)      | Mark Knowles Daniel Nestor           | Bob Bryan Mike Bryan                   | 6-4, 6-4           | Tableau |
| 20 | 20/03/2006 | NASDAQ-100 Open Miami                                        | Masters Series | 3 200 000 $ | Dur (ext.)      | Max Mirnyi Jonas Björkman            | Bob Bryan Mike Bryan                   | 6-4, 6-4           | Tableau |
| 21 | 10/04/2006 | US Men's Clay Court Championship Houston                     | Int' Series    | 355 000 $   | Terre (ext.)    | Michael Kohlmann Alexander Waske     | Julian Knowle Jürgen Melzer            | 5-7, 6-4, [10-5]   | Tableau |
| 22 | 10/04/2006 | Open de Tenis Comunidad Valenciana Valence                   | Int' Series    | 375 000 $   | Terre (ext.)    | David Škoch Tomáš Zíb                | Lukáš Dlouhý Pavel Vízner              | 6-4, 6-3           | Tableau |
| 23 | 17/04/2006 | Masters Series Monte-Carlo presented by Rolex Monte-Carlo    | Masters Series | 2 200 000 $ | Terre (ext.)    | Jonas Björkman Max Mirnyi            | Fabrice Santoro Nenad Zimonjić         | 6-2, 7-6           | Tableau |
| 24 | 24/04/2006 | Open Seat Barcelone                                          | Series Gold    | 900 000 $   | Terre (ext.)    | Mark Knowles Daniel Nestor           | Mariusz Fyrstenberg Marcin Matkowski   | 6-2, 64-7, [10-5]  | Tableau |
| 25 | 24/04/2006 | Grand-Prix Hassan II Casablanca                              | Int' Series    | 355 000 $   | Terre (ext.)    | Julian Knowle Jürgen Melzer          | Michael Kohlmann Alexander Waske       | 6-3, 6-4           | Tableau |
| 26 | 01/05/2006 | Estoril Open Estoril                                         | Int' Series    | 600 000 $   | Terre (ext.)    | Lukáš Dlouhý Pavel Vízner            | Lucas Arnold Ker Leoš Friedl           | 6-3, 6-1           | Tableau |
| 27 | 01/05/2006 | BMW Open by FWU AG Munich                                    | Int' Series    | 355 000 $   | Terre (ext.)    | Andrei Pavel Alexander Waske         | Alexander Peya Björn Phau              | 6-4, 6-2           | Tableau |
| 28 | 08/05/2006 | Internazionali d'Italia Rome                                 | Masters Series | 2 200 000 $ | Terre (ext.)    | Mark Knowles Daniel Nestor           | Jonathan Erlich Andy Ram               | 6-4, 5-7, [13-11]  | Tableau |
| 29 | 15/05/2006 | Masters Series Hamburg presented by EON Hanse Hambourg       | Masters Series | 2 200 000 $ | Terre (ext.)    | Paul Hanley Kevin Ullyett            | Mark Knowles Daniel Nestor             | 6-2, 7-68          | Tableau |
| 30 | 22/05/2006 | Hypo Group Tennis International Pörtschach                   | Int' Series    | 355 000 $   | Terre (ext.)    | Paul Hanley Jim Thomas               | Oliver Marach Cyril Suk                | 6-3, 4-6, [10-5]   | Tableau |
| 31 | 29/05/2006 | Roland-Garros Paris                                          | G. Chelem      | 8 543 691 $ | Terre (ext.)    | Jonas Björkman Max Mirnyi            | Bob Bryan Mike Bryan                   | 65-7, 6-4, 7-5     | Tableau |
| 32 | 12/06/2006 | Gerry Weber Open Halle (Westf.)                              | Int' Series    | 775 000 $   | Gazon (ext.)    | Fabrice Santoro Nenad Zimonjić       | Michael Kohlmann Rainer Schüttler      | 6-0, 6-4           | Tableau |
| 33 | 12/06/2006 | The Stella Artois Championships Londres                      | Int' Series    | 775 000 $   | Gazon (ext.)    | Paul Hanley Kevin Ullyett            | Jonas Björkman Max Mirnyi              | 6-4, 3-6, [10-8]   | Tableau |
| 34 | 19/06/2006 | Ordina Open Bois-le-Duc                                      | Int' Series    | 355 000 $   | Gazon (ext.)    | Martin Damm Leander Paes             | Arnaud Clément Chris Haggard           | 6-1, 7-63          | Tableau |
| 35 | 19/06/2006 | red letter DAYS Open Nottingham                              | Int' Series    | 355 000 $   | Gazon (ext.)    | Jonathan Erlich Andy Ram             | Igor Kunitsyn Dmitri Toursounov        | 6-3, 6-2           | Tableau |
| 36 | 26/06/2006 | The Championships Wimbledon                                  | G. Chelem      | 8 847 338 $ | Gazon (ext.)    | Bob Bryan Mike Bryan                 | Fabrice Santoro Nenad Zimonjić         | 6-3, 4-6, 6-4, 6-2 | Tableau |
| 37 | 10/07/2006 | Synsam Swedish Open Båstad                                   | Int' Series    | 355 000 $   | Terre (ext.)    | Jonas Björkman Thomas Johansson      | Christopher Kas Oliver Marach          | 6-3, 4-6, [10-4]   | Tableau |
| 38 | 10/07/2006 | Allianz Suisse Open Gstaad                                   | Int' Series    | 470 000 $   | Terre (ext.)    | Andrei Pavel Jiří Novák              | Marco Chiudinelli Jean-Claude Scherrer | 6-3, 6-1           | Tableau |
| 39 | 10/07/2006 | Campbell’s Hall of Fame Tennis Championships Newport         | Int' Series    | 355 000 $   | Gazon (ext.)    | Robert Kendrick Jürgen Melzer        | Jeff Coetzee Justin Gimelstob          | 7-63, 6-0          | Tableau |
| 40 | 17/07/2006 | Dutch Open Tennis Amersfoort                                 | Int' Series    | 355 000 $   | Terre (ext.)    | Alberto Martín Fernando Vicente      | Lucas Arnold Ker Christopher Kas       | 6-4, 6-3           | Tableau |
| 41 | 17/07/2006 | RCA Championships Indianapolis                               | Int' Series    | 575 000 $   | Dur (ext.)      | Bobby Reynolds Andy Roddick          | Paul Goldstein Jim Thomas              | 6-4, 6-4           | Tableau |
| 42 | 17/07/2006 | Mercedes Cup Stuttgart                                       | Series Gold    | 665 000 $   | Terre (ext.)    | Gastón Gaudio Max Mirnyi             | Yves Allegro Robert Lindstedt          | 7-5, 64-7, [12-10] | Tableau |
| 43 | 24/07/2006 | Generali Open Kitzbühel                                      | Series Gold    | 735 000 $   | Terre (ext.)    | Philipp Kohlschreiber Stefan Koubek  | Oliver Marach Cyril Suk                | 6-2, 6-3           | Tableau |
| 44 | 24/07/2006 | Countrywide Classic Los Angeles                              | Int' Series    | 475 000 $   | Dur (ext.)      | Bob Bryan Mike Bryan                 | Eric Butorac Jamie Murray              | 6-2, 6-4           | Tableau |
| 45 | 24/07/2006 | Studena Croatia Open Umag                                    | Int' Series    | 375 000 $   | Terre (ext.)    | Jaroslav Levinský David Škoch        | Guillermo García-López Albert Portas   | 6-4, 6-4           | Tableau |
| 46 | 31/07/2006 | Orange Prokom Open Sopot                                     | Int' Series    | 475 000 $   | Terre (ext.)    | František Čermák Leoš Friedl         | Martín García Sebastián Prieto         | 6-3, 7-5           | Tableau |
| 47 | 31/07/2006 | Legg Mason Tennis Classic Washington                         | Int' Series    | 575 000 $   | Dur (ext.)      | Bob Bryan Mike Bryan                 | Paul Hanley Kevin Ullyett              | 6-3, 5-7, [10-3]   | Tableau |
| 48 | 07/08/2006 | Rogers Cup Toronto                                           | Masters Series | 2 200 000 $ | Dur (ext.)      | Bob Bryan Mike Bryan                 | Paul Hanley Kevin Ullyett              | 6-3, 7-5           | Tableau |
| 49 | 14/08/2006 | Western & Southern Financial Group Masters Cincinnati        | Masters Series | 2 200 000 $ | Dur (ext.)      | Jonas Björkman Max Mirnyi            | Bob Bryan Mike Bryan                   | 3-6, 6-3, [10-7]   | Tableau |
| 50 | 21/08/2006 | Pilot Pen Tennis by Michelob Ultra New Haven                 | Int' Series    | 650 000 $   | Dur (ext.)      | Jonathan Erlich Andy Ram             | Mariusz Fyrstenberg Marcin Matkowski   | 6-3, 6-3           | Tableau |
| 51 | 28/08/2006 | US Open Flushing Meadows                                     | G. Chelem      | 8 332 000 $ | Dur (ext.)      | Martin Damm Leander Paes             | Jonas Björkman Max Mirnyi              | 65-7, 6-4, 6-3     | Tableau |
| 52 | 11/09/2006 | China Open Pékin                                             | Int' Series    | 475 000 $   | Dur (ext.)      | Mahesh Bhupathi Mario Ančić          | Michael Berrer Kenneth Carlsen         | 6-4, 6-3           | Tableau |
| 53 | 11/09/2006 | BCR Open Romania Bucarest                                    | Int' Series    | 355 000 $   | Terre (ext.)    | Mariusz Fyrstenberg Marcin Matkowski | Martín García Luis Horna               | 65-7, 7-65, [10-8] | Tableau |
| 54 | 25/09/2006 | Thailand Open Bangkok                                        | Int' Series    | 525 000 $   | Dur (int.)      | Jonathan Erlich Andy Ram             | Andy Murray Jamie Murray               | 6-2, 2-6, [10-4]   | Tableau |
| 55 | 25/09/2006 | Kingfisher Airlines Tennis Open Bombay                       | Int' Series    | 355 000 $   | Dur (ext.)      | Mario Ančić Mahesh Bhupathi          | Rohan Bopanna Mustafa Ghouse           | 6-4, 66-7, [10-8]  | Tableau |
| 56 | 25/09/2006 | Campionati Internazionali di Sicilia Palerme                 | Int' Series    | 355 000 $   | Terre (ext.)    | Martín García Luis Horna             | Mariusz Fyrstenberg Marcin Matkowski   | 7-61, 7-62         | Tableau |
| 57 | 02/10/2006 | Open de Moselle Metz                                         | Int' Series    | 355 000 $   | Dur (int.)      | Richard Gasquet Fabrice Santoro      | Julian Knowle Jürgen Melzer            | 3-6, 6-1, [11-9]   | Tableau |
| 58 | 02/10/2006 | AIG Japan Open Tennis Championships Tokyo                    | Series Gold    | 665 000 $   | Dur (ext.)      | Ashley Fisher Tripp Phillips         | Paul Goldstein Jim Thomas              | 6-2, 7-5           | Tableau |
| 59 | 09/10/2006 | If Stockholm Open Stockholm                                  | Int' Series    | 775 000 $   | Dur (int.)      | Paul Hanley Kevin Ullyett            | Olivier Rochus Kristof Vliegen         | 7-62, 6-4          | Tableau |
| 60 | 09/10/2006 | BA-CA Tennis Trophy Vienne                                   | Series Gold    | 665 000 $   | Dur (int.)      | Petr Pála Pavel Vízner               | Julian Knowle Jürgen Melzer            | 6-4, 3-6, [12-10]  | Tableau |
| 61 | 09/10/2006 | Kremlin Cup Moscou                                           | Int' Series    | 975 000 $   | Moquette (int.) | Fabrice Santoro Nenad Zimonjić       | František Čermák Jaroslav Levinský     | 6-1, 7-5           | Tableau |
| 62 | 16/10/2006 | Mutua Madrileña Masters Madrid Madrid                        | Masters Series | 2 200 000 $ | Dur (int.)      | Bob Bryan Mike Bryan                 | Mark Knowles Daniel Nestor             | 7-5, 6-4           | Tableau |
| 63 | 23/10/2006 | Davidoff Swiss Indoors Basel Bâle                            | Int' Series    | 975 000 $   | Moquette (int.) | Mark Knowles Daniel Nestor           | Mariusz Fyrstenberg Marcin Matkowski   | 4-6, 6-4, [10-8]   | Tableau |
| 64 | 23/10/2006 | Grand Prix de tennis de Lyon Lyon                            | Int' Series    | 775 000 $   | Moquette (int.) | Julien Benneteau Arnaud Clément      | František Čermák Jaroslav Levinský     | 6-2, 63-7, [10-7]  | Tableau |
| 65 | 23/10/2006 | St. Petersburg Open Saint-Pétersbourg                        | Int' Series    | 975 000 $   | Moquette (int.) | Simon Aspelin Todd Perry             | Julian Knowle Jürgen Melzer            | 6-1, 7-63          | Tableau |
| 66 | 30/10/2006 | BNP Paribas Masters Paris                                    | Masters Series | 2 200 000 $ | Moquette (int.) | Arnaud Clément Michaël Llodra        | Fabrice Santoro Nenad Zimonjić         | 7-64, 6-2          | Tableau |
| 67 | 13/11/2006 | Tennis Masters Cup Shanghai                                  | Masters        | 3 700 000 $ | Dur (int.)      | Jonas Björkman Max Mirnyi            | Mark Knowles Daniel Nestor             | 6-2, 6-4           | Tableau |

### Double mixte
| No | Date       | Nom et lieu du tournoi      | Catégorie | Dotation    | Surface      | Vainqueurs                        | Finalistes                      | Score    |         |
| -- | ---------- | --------------------------- | --------- | ----------- | ------------ | --------------------------------- | ------------------------------- | -------- | ------- |
| 1  | 16/01/2006 | Australian Open Melbourne   | G. Chelem | 6 784 589 $ | Dur (ext.)   | Martina Hingis Mahesh Bhupathi    | Elena Likhovtseva Daniel Nestor | 6-3, 6-3 | Tableau |
| 2  | 28/05/2006 | Roland-Garros Paris         | G. Chelem | 8 543 691 $ | Terre (ext.) | Katarina Srebotnik Nenad Zimonjić | Elena Likhovtseva Daniel Nestor | 7-5, 6-3 | Tableau |
| 3  | 26/06/2006 | The Championships Wimbledon | G. Chelem | 8 847 338 $ | Gazon (ext.) | Vera Zvonareva Andy Ram           | Venus Williams Bob Bryan        | 6-3, 6-2 | Tableau |
| 4  | 28/08/2006 | US Open Flushing Meadows    | G. Chelem | 8 332 000 $ | Dur (ext.)   | Martina Navrátilová Bob Bryan     | Květa Peschke Martin Damm       | 6-2, 6-3 | Tableau |

### Compétitions par équipes
| | Russie | 3                                  | - | 2 | Argentine |    |  |
| --- | ------ | ---------------------------------- | - | - | --------- | -- |  |
| Stade Olympique, Moscou, Russie |        |                                    |   |   |           |    |  |
| du 1er au 3 décembre 2006 sur moquette (int.) |        |                                    |   |   |           |    |  |
| \| 1 \| \| Nikolay Davydenko \| 6 \| 6 \| 5 \| 6 \| \| \| 1 \| \| Juan Ignacio Chela \| 1 \| 2 \| 7 \| 4 \| \| \| 2 \| \| Marat Safin \| 4 \| 4 \| 4 \| \| \| \| 2 \| \| David Nalbandian \| 6 \| 6 \| 6 \| \| \| \| 3 \| \| Marat Safin - Dmitri Toursounov \| 6 \| 6 \| 6 \| \| \| \| 3 \| \| David Nalbandian - Agustín Calleri \| 2 \| 3 \| 4 \| \| \| \| \| \| \| \| \| \| \| \| \| 4 \| \| Nikolay Davydenko \| 2 \| 2 \| 6 \| 4 \| \| \| 4 \| \| David Nalbandian \| 6 \| 6 \| 4 \| 6 \| \| \| \| \| \| \| \| \| \| \| \| 5 \| \| Marat Safin \| 6 \| 3 \| 6 \| 7 \| \| \| 5 \| \| José Acasuso \| 3 \| 6 \| 3 \| 65 \| \| \| \| \| \| \| \| \| \| \| |        |                                    |   |   |           |    |  |
| 1 |        | Nikolay Davydenko                  | 6 | 6 | 5         | 6  |  |
| 1 |        | Juan Ignacio Chela                 | 1 | 2 | 7         | 4  |  |
| 2 |        | Marat Safin                        | 4 | 4 | 4         |    |  |
| 2 |        | David Nalbandian                   | 6 | 6 | 6         |    |  |
| 3 |        | Marat Safin - Dmitri Toursounov    | 6 | 6 | 6         |    |  |
| 3 |        | David Nalbandian - Agustín Calleri | 2 | 3 | 4         |    |  |
| |        |                                    |   |   |           |    |  |
| 4 |        | Nikolay Davydenko                  | 2 | 2 | 6         | 4  |  |
| 4 |        | David Nalbandian                   | 6 | 6 | 4         | 6  |  |
| |        |                                    |   |   |           |    |  |
| 5 |        | Marat Safin                        | 6 | 3 | 6         | 7  |  |
| 5 |        | José Acasuso                       | 3 | 6 | 3         | 65 |  |
| |        |                                    |   |   |           |    |  |

| 1 |  | Nikolay Davydenko                  | 6 | 6 | 5 | 6  |  |
| 1 |  | Juan Ignacio Chela                 | 1 | 2 | 7 | 4  |  |
| 2 |  | Marat Safin                        | 4 | 4 | 4 |    |  |
| 2 |  | David Nalbandian                   | 6 | 6 | 6 |    |  |
| 3 |  | Marat Safin - Dmitri Toursounov    | 6 | 6 | 6 |    |  |
| 3 |  | David Nalbandian - Agustín Calleri | 2 | 3 | 4 |    |  |
|   |  |                                    |   |   |   |    |  |
| 4 |  | Nikolay Davydenko                  | 2 | 2 | 6 | 4  |  |
| 4 |  | David Nalbandian                   | 6 | 6 | 4 | 6  |  |
|   |  |                                    |   |   |   |    |  |
| 5 |  | Marat Safin                        | 6 | 3 | 6 | 7  |  |
| 5 |  | José Acasuso                       | 3 | 6 | 3 | 65 |  |
|   |  |                                    |   |   |   |    |  |

|  | Équipe 1   | Score | Équipe 2 |  |
|  | États-Unis | 2 – 1 | Pays-Bas |  |

| Ordre des matchs | Joueurs                            | Points au premier set | Points au second set | Points au troisième set |
| ---------------- | ---------------------------------- | --------------------- | -------------------- | ----------------------- |
| 1                | Lisa Raymond                       | 4                     | 64                   |                         |
| 1                | Michaëlla Krajicek                 | 6                     | 7                    |                         |
|                  |                                    |                       |                      |                         |
| 2                | Taylor Dent                        | 6                     | 6                    |                         |
| 2                | Peter Wessels                      | 1                     | 4                    |                         |
|                  |                                    |                       |                      |                         |
| 3                | Lisa Raymond - Taylor Dent         | 4                     | 6                    | 7                       |
| 3                | Michaëlla Krajicek - Peter Wessels | 6                     | 2                    | 67                      |

|  | Équipe 1 | Score | Équipe 2  |  |
|  | Croatie  | 2 – 1 | Allemagne |  |

| Ordre des matchs | Joueurs                            | Points au premier set | Points au second set | Points au troisième set |
| ---------------- | ---------------------------------- | --------------------- | -------------------- | ----------------------- |
| 1                | Ivo Karlović                       | 7                     | 6                    |                         |
| 1                | Alexander Waske                    | 65                    | 4                    |                         |
|                  |                                    |                       |                      |                         |
| 2                | Ivan Ljubičić                      | 6                     | 6                    |                         |
| 2                | Nicolas Kiefer                     | 4                     | 4                    |                         |
|                  |                                    |                       |                      |                         |
| 3 (sans enjeu)   | Ivo Karlović - Ivan Ljubičić       | 63                    | 3                    |                         |
| 3 (sans enjeu)   | Michael Kohlmann - Alexander Waske | 7                     | 6                    |                         |

## Informations statistiques
Les tournois sont listés par ordre chronologique.
L'Argentin José Acasuso remporte le tournoi de Viña del Mar en simple et en double (International Series, sur terre battue (ext.)).

### En simple
| Joueur             | Nombre | Titre(s) |
| Roger Federer      | 12     | Doha, Open d'Australie, Indian Wells, Miami, Halle, Wimbledon, Toronto, US Open, Tokyo, Madrid, Bâle et Masters |
| James Blake        | 5      | Sydney, Las Vegas, Indianapolis, Bangkok et Stockholm                                                           |
| Nikolay Davydenko  | 5      | Pörtschach, Sopot, New Haven, Moscou et Paris-Bercy                                                             |
| Rafael Nadal       | 5      | Dubaï, Monte-Carlo, Barcelone, Rome et Roland-Garros                                                            |
| Richard Gasquet    | 3      | Nottingham, Gstaad et Lyon                                                                                      |
| Tommy Haas         | 3      | Delray Beach, Memphis et Los Angeles                                                                            |
| Ivan Ljubičić      | 3      | Chennai, Zagreb et Vienne                                                                                       |
| Mario Ančić        | 2      | Bois-le-Duc et Saint-Pétersbourg                                                                                |
| Arnaud Clément     | 2      | Marseille et Washington                                                                                         |
| Novak Djokovic     | 2      | Amersfoort et Metz                                                                                              |
| Tommy Robredo      | 2      | Hambourg et Båstad                                                                                              |
| José Acasuso       | 1      | Viña del Mar |
| Nicolás Almagro    | 1      | Valence |
| Márcos Baghdatís   | 1      | Pékin |
| Daniele Bracciali  | 1      | Casablanca |
| Agustín Calleri    | 1      | Kitzbühel |
| David Ferrer       | 1      | Stuttgart |
| Mardy Fish         | 1      | Houston |
| Lleyton Hewitt     | 1      | Queen's |
| Luis Horna         | 1      | Acapulco |
| Nicolás Massú      | 1      | Costa do Sauípe                                                                                                 |
| Jürgen Melzer      | 1      | Bucarest |
| Carlos Moyà        | 1      | Buenos Aires |
| Andy Murray        | 1      | San José |
| David Nalbandian   | 1      | Estoril |
| Jarkko Nieminen    | 1      | Auckland |
| Mark Philippoussis | 1      | Newport |
| Olivier Rochus     | 1      | Munich |
| Andy Roddick       | 1      | Cincinnati |
| Florent Serra      | 1      | Adélaïde |
| Radek Štěpánek     | 1      | Rotterdam |
| Dmitri Toursounov  | 1      | Bombay |
| Filippo Volandri   | 1      | Palerme |
| Stanislas Wawrinka | 1      | Umag |

| Joueur             | Début de carrière | Premier titre |
| Andy Murray        | 2005              | San José      |
| Nicolás Almagro    | 2003              | Valence       |
| Márcos Baghdatís   | 2003              | Pékin         |
| Stanislas Wawrinka | 2002              | Umag          |
| Novak Djokovic     | 2002              | Amersfoort    |
| Dmitri Toursounov  | 2000              | Bombay        |
| Jarkko Nieminen    | 2000              | Auckland      |
| Jürgen Melzer      | 1999              | Bucarest      |
| Luis Horna         | 1998              | Acapulco      |
| Radek Štěpánek     | 1996              | Rotterdam     |
| Daniele Bracciali  | 1995              | Casablanca    |

### En double
| Joueur                       | Nombre | Titre(s)                                                                           |
| Jonas Björkman               | 8      | Doha, San José, Miami, Monte-Carlo, Roland Garros, Båstad, Cincinnati et Masters   |
| Bob Bryan Mike Bryan         | 7      | Open d'Australie, Las Vegas, WImbledon, Los Angeles, Washington, Toronto et Madrid |
| Max Mirnyi                   | 7      | Doha, Miami, Monte-Carlo, Roland Garros, Stuttgart, Cincinnati et Masters          |
| Paul Hanley                  | 6      | Rotterdam, Dubaï, Hambourg, Pörtschach, Queen's et Stockholm                       |
| Kevin Ullyett                | 5      | Rotterdam, Dubaï, Hambourg, Queen's et Stockholm                                   |
| Mark Knowles Daniel Nestor   | 5      | Delray Beach, Indian Wells, Barcelone, Rome et Bâle                                |
| Jonathan Erlich Andy Ram     | 4      | Adélaïde, Nottingham, New Haven et Bangkok                                         |
| Fabrice Santoro              | 4      | Sydney, Halle, Metz et Moscou                                                      |
| Martin Damm                  | 3      | Marseille, Bois-le-Duc et US Open                                                  |
| František Čermák Leoš Friedl | 3      | Buenos Aires, Acapulco et Sopot                                                    |
| Pavel Vízner                 | 3      | Costa do Sauípe, Estoril et Vienne                                                 |
| Nenad Zimonjić               | 3      | Sydney, Halle et Moscou                                                            |
| Andrei Pavel                 | 3      | Auckland, Munich et Gstaad                                                         |
| Leander Paes                 | 2      | Bois-le-Duc et US Open                                                             |
| Petr Pála                    | 2      | Chennai et Vienne                                                                  |
| Alexander Waske              | 2      | Houston et Munich                                                                  |
| Jürgen Melzer                | 2      | Casablanca et Newport                                                              |
| Mario Ančić Mahesh Bhupathi  | 2      | Pékin et Bombay                                                                    |
| Arnaud Clément               | 2      | Lyon et Paris-Bercy                                                                |
| David Škoch                  | 2      | Valence et Umag                                                                    |
| Jaroslav Levinský            | 2      | Zagreb et Umag                                                                     |
| Michal Mertiňák              | 2      | Chennai et Umag                                                                    |
| Lukáš Dlouhý                 | 2      | Costa do Sauípe et Estoril                                                         |

| Joueur           | Début de carrière | Premier titre   |
| Bobby Reynolds   | 2003              | Indianapolis    |
| Richard Gasquet  | 2002              | Metz            |
| Tripp Phillips   | 2001              | Tokyo           |
| Lukáš Dlouhý     | 2001              | Costa do Sauípe |
| Ivo Karlović     | 2000              | Memphis         |
| Alexander Waske  | 2000              | Houston         |
| Robert Kendrick  | 2000              | Newport         |
| Michal Mertiňák  | 1999              | Chennai         |
| Luis Horna       | 1998              | Acapulco        |
| Tomáš Zíb        | 1995              | Valence         |
| Stefan Koubek    | 1994              | Kitzbühel       |
| Rogier Wassen    | 1994              | Auckland        |
| Thomas Johansson | 1994              | Båstad          |

## Retraits du circuit
- Albert Costa
- Andre Agassi